# ويليام هول
ويليام هول هو سياسي أمريكي، ولد في 22 أغسطس 1931، وتوفي في 30 يونيو 2013.